# 스기야마 레오
스기야마 레오(일본어: 杉山 伶央, 2000년 3월 4일~)는 일본의 축구 선수이다.

## 구단 경력
그는 2022년 J3리그의 이와키 FC에 입단했다. 2022년 J3리그 우승으로 J2리그로 승격했다. 2025년 J3리그의 고치 유나이티드 SC로 이적했다.